# Desa Baron (administrativ by i Indonesien, lat -7,64, long 111,35)
Desa Baron är en administrativ by i Indonesien.   Den ligger i provinsen Jawa Timur, i den västra delen av landet, 500 km öster om huvudstaden Jakarta.